# Hypercompe sennettii
Hypercompe sennettii är en fjärilsart som beskrevs av Joseph Albert Lintner 1884. Hypercompe sennettii ingår i släktet Hypercompe och familjen björnspinnare. Inga underarter finns listade i Catalogue of Life.